# Фудбалски савез Албаније
Фудбалски савез Албаније (алб. Federata Shqiptare e Futbollit) је највиша фудбалска организација Албаније. Организује фудбалску лигу и албанску фудбалску репрезентацију. Седиште јој је у Тирани. 
Фудбалски савез Албаније основан је 6. јуна 1930. године и члан је ФИФА почев од 1932. а Фудбалски савез Албаније је био један од оснивача УЕФА 1954. године.